# Anous
Anous je rod mořských ptáků z čeledi rackovití, jehož všech pět zástupců se v češtině označuje rodovým jménem nody. Jako nody se ještě označuje i nody bělostný (Gygis alba) z příbuzného rodu. Nodyové se vyskytují v tropických a subtropických oblastech v Tichém, Atlantském a Indickém oceánu. Hnízdí v koloniích, občas samostatně. Samice klade pouze jedno vejce. Živí se menšími rybkami i dalšími mořskými živočichy, pro které se na rozdíl od příbuzných rybáků nepotápí pod vodu, nýbrž je sesbírává zobákem těsně pod hladinou přímo za letu.

## Systematika
Rod Anous vytyčil anglický přírodovědec James Francis Stephens v roce 1826. Název Anous pochází ze starořečtiny, ve které znamená „hloupý“ či „pošetilý“. Podle molekulární studie z roku 2007 je rod Anous bazálním rodem čeledi rackovitých, tzn. jeho sesterskou skupinu tvoří racci, zobouni a rybáci. Nody šedý a bělavý se původně řadili do rodu Procelsterna a teprve na základě molekulární studie z roku 2016 byli přeřazeni do rodu Anous a z Procelsterna se tak stalo juniorní synonymum.
Do rodu Anous se řadí následujících 5 druhů:
| Obrázek | Vědecké jméno      | Běžné jméno      | Areál výskytu |
| ------- | ------------------ | ---------------- | --- |
|         | Anous stolidus     | nody obecný      | tropické a subtropické oblasti Indického, Tichého i Atlantského oceánu                                                                     |
|         | Anous minutus      | nody bělotemenný | Tichý oceán i Karibik, střední Atlantik i severozápad Indického oceánu                                                                     |
|         | Anous tenuirostris | nody tenkozobý   | Komory, Keňa, Indie, Maledivy, Mauritius, Seychely, Šrí Lanka, Spojené arabské emiráty                                                     |
|         | Anous ceruleus     | nody šedý        | Americká Samoa, Cookovy ostrovy, Fidži, Francouzská Polynésie, Kiribati, Marshallovy ostrovy, Nová Kaledonie, Samoa, Tonga, Tuvalu a Havaj |
|         | Anous albivitta    | nody bělavý      | jižní Pacifik |